# Francesco Granata
Francesco Antonio Granata, noto semplicemente come Francesco Granata (Capua, 5 febbraio 1701 – Sessa Aurunca, 11 gennaio 1771), è stato un vescovo cattolico italiano.

## Biografia
Francesco Granata nacque a Capua il 5 febbraio 1701 da Giulio Granata, patrizio e dottore in legge in detta città, e Antonia Recupito; nel 1724 divenne sacerdote e in seguito arcidiacono di Capua. Studiò a Napoli legge canonica e civile, conseguendo il dottorato il 5 febbraio 1753. Il 26 settembre 1757 fu creato vescovo di Sessa Aurunca, carica che mantenne fino alla morte, avvenuta ivi l'11 gennaio 1771. Scrisse delle opere sulla storia di Capua e di Sessa Aurunca, quali Storia civile della fedelissima città di Capua negli anni 1752 e 1756, Ragguaglio istorico della fedelissima città di Sessa nel 1763 e Storia sacra della chiesa metropolitana di Capua nel 1766. Nella città di Capua gli è stata intitolata una strada.

## Opere

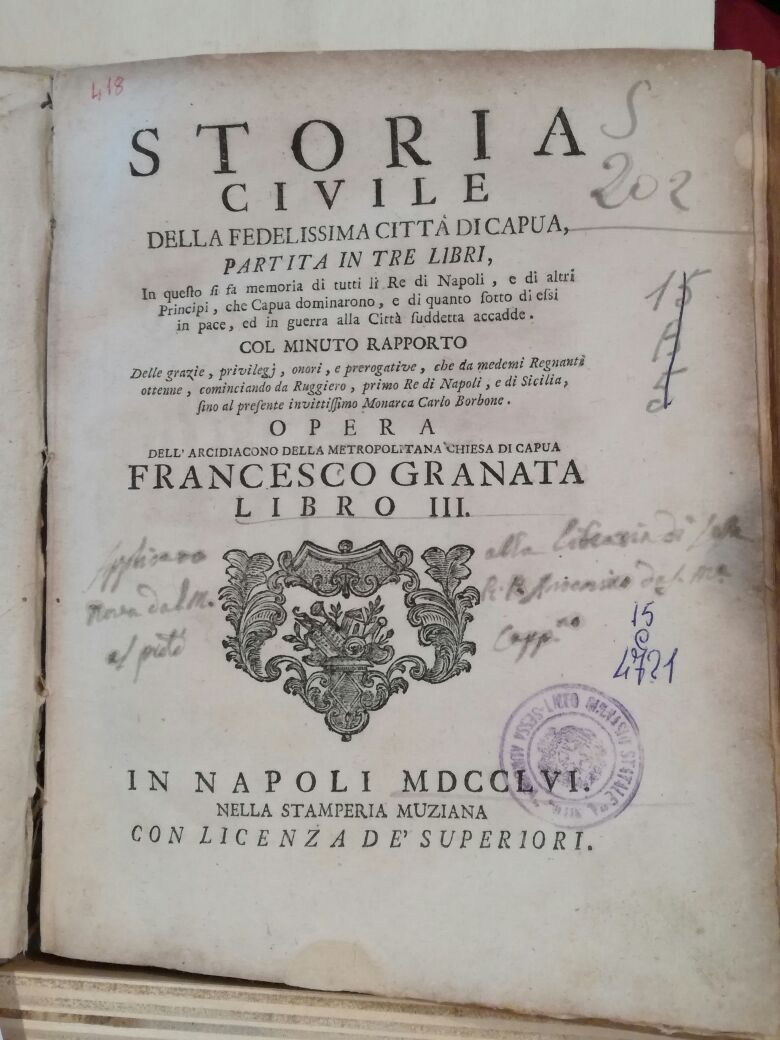
Frontespizio del vol. 3 della Storia civile della fedelissima città di Capua, opera principale di Francesco Granata

- Storia civile della fedelissima città di Capua, voll. 1, 2 (online) e 3 (online), Napoli, Stamperia Muziana, 1752 e 1756.
- Ragguaglio istorico della fedelissima città di Sessa, Napoli, Stamperia Simoniana, 1763.
- Storia sacra della chiesa metropolitana di Capua, voll. 1 e 2, Napoli, Stamperia Simoniana, 1766.

## Genealogia episcopale
La genealogia episcopale è:
- Cardinale Scipione Rebiba
- Cardinale Giulio Antonio Santori
- Cardinale Girolamo Bernerio, O.P.
- Arcivescovo Galeazzo Sanvitale
- Cardinale Ludovico Ludovisi
- Cardinale Luigi Caetani
- Cardinale Ulderico Carpegna
- Cardinale Paluzzo Paluzzi Altieri degli Albertoni
- Cardinale Gaspare Carpegna
- Cardinale Fabrizio Paolucci
- Cardinale Camillo Paolucci
- Vescovo Francesco Granata